# Segunda División Peruana 2007
El Campeonato Descentralizado ADFP-SD 2007, conocida como Segunda División del Perú 2007, fue la edición número 55 de la Segunda División del Perú, la segunda desde que se descentraliza en 2006 y la segunda bajo la denominación de Campeonato Descentralizado ADFP-SD.
Para esa edición, el número de participantes se vio reducido a 11 equipos. Tras la polémica amnistía otorgada por la Federación Peruana de Fútbol al Sport Ancash, en la que se decidió el retorno del José Gálvez al Campeonato Descentralizado 2008, el torneo quedó con un número impar de equipos.
El torneo empezó el 26 de mayo y culminó el 11 de noviembre, jugándose un total de 22 fechas en la modalidad todos contra todos. Al final del campeonato, la Universidad César Vallejo logró el ascenso directo a la Primera División, mientras que Atlético Minero jugaría el repechaje frente al subcampeón de la Copa Perú 2007. Este último lograría también el ascenso al Campeonato Descentralizado 2008.

## Clasificación general
| Pos. | Equipo               | Pts. | PJ | PG | PE | PP | GF | GC | DG  |
| ---- | -------------------- | ---- | -- | -- | -- | -- | -- | -- | --- |
| 1    | U. César Vallejo     | 45   | 20 | 14 | 3  | 3  | 41 | 12 | +29 |
| 2    | Atlético Minero      | 43   | 20 | 12 | 7  | 1  | 39 | 10 | +29 |
| 3    | UTC                  | 39   | 20 | 11 | 6  | 3  | 25 | 16 | +9  |
| 4    | Aviación-Coopsol     | 34   | 20 | 10 | 4  | 6  | 28 | 21 | +7  |
| 5    | U. San Marcos        | 30   | 20 | 8  | 6  | 6  | 29 | 22 | +7  |
| 6    | U de América         | 30   | 20 | 9  | 3  | 8  | 26 | 21 | +5  |
| 7    | Loreto FC            | 24   | 20 | 6  | 6  | 8  | 28 | 27 | +1  |
| 8    | La Peña Sporting     | 24   | 20 | 6  | 6  | 8  | 19 | 26 | -7  |
| 9    | Hijos de Acosvinchos | 19   | 20 | 5  | 4  | 11 | 15 | 26 | -11 |
| 10   | Unión Huaral *       | 9    | 20 | 3  | 2  | 15 | 20 | 50 | -30 |
| 11   | Alfonso Ugarte       | 7    | 20 | 2  | 1  | 17 | 9  | 48 | -39 |

|  |                                                      |
|  | Ascendido al Campeonato Descentralizado 2008.        |
|  | Promoción frente al subcampeón de la Copa Perú 2007. |
|  | Descendido a la Etapa Regional de la Copa Perú 2008. |

- Pts=Puntos; PJ=Partidos Jugados; G=Partidos Ganados; E=Partidos Empatados; P=Partidos Perdidos; GF=Goles Anotados; GC=Goles Recibidos; Dif=Diferencia de goles

- (*) El Unión Huaral inició el torneo con dos puntos menos (-2) por una resolución de la Cámara de Conciliación y Resolución de Disputas de la FPF.[1]

| Perú                                 |
| Campeón                              |
| Universidad César Vallejo 1.º título |

## Resultados
Las filas corresponden a los encuentros de local de cada uno de los equipos, mientras que las columnas corresponden a los encuentros de visitante. Los resultados en color azul corresponden a victoria del equipo local, rojo a victoria visitante y blanco a empate.
|                      | AU  | AME | MIN | AVI | ACO | LPS | LOR | UH  | UCV | USM | UTC |
| -------------------- | --- | --- | --- | --- | --- | --- | --- | --- | --- | --- | --- |
| Alfonso Ugarte       |     | 0-2 | 0-5 | 2-4 | 0-2 | 2-0 | 0-4 | 1-1 | 0-5 | 0-2 | 0-2 |
| América Cochahuayco  | 2-0 |     | 0-4 | 0-1 | 1-0 | 0-1 | 0-0 | 4-1 | 1-2 | 0-1 | 0-0 |
| Atlético Minero      | 4-1 | 3-1 |     | 1-0 | 2-0 | 2-2 | 3-1 | 4-0 | 1-1 | 3-0 | 1-0 |
| Deportivo Aviación   | 2-0 | 2-1 | 1-1 |     | 2-1 | 3-0 | 2-1 | 3-1 | 1-2 | 0-2 | 0-0 |
| Hijos de Acosvinchos | 2-0 | 1-3 | 0-0 | 1-3 |     | 1-0 | 2-2 | 2-0 | 0-2 | 0-0 | 0-0 |
| La Peña Sporting     | 2-0 | 0-2 | 0-1 | 2-0 | 2-1 |     | 1-0 | 0-2 | 1-1 | 1-1 | 2-3 |
| Loreto FC            | 2-0 | 1-1 | 1-1 | 2-1 | 0-2 | 1-1 |     | 4-1 | 1-3 | 2-0 | 1-1 |
| Unión Huaral         | 1-2 | 1-4 | 0-2 | 0-0 | 3-0 | 0-1 | 3-4 |     | 0-1 | 0-5 | 1-2 |
| U. César Vallejo     | 1-0 | 1-0 | 2-1 | 0-1 | 2-0 | 1-1 | 2-0 | 6-0 |     | 2-0 | 6-0 |
| U. San Marcos        | 3-1 | 1-2 | 0-0 | 2-2 | 3-0 | 2-2 | 2-1 | 2-4 | 2-0 |     | 0-1 |
| UTC                  | 2-0 | 1-2 | 0-0 | 2-0 | 1-0 | 3-0 | 1-0 | 3-1 | 2-1 | 1-1 |     |

## Promoción
También llamada revalidación, enfrentó en partido único al equipo subcampeón de la Segunda División frente al subcampeón de la Copa Perú 2007. Mientras el ganador jugaría en Primera al siguiente año, el perdedor lo haría en Segunda.
| 13 de enero de 2008 | Atlético Minero                                                 | 3:0 (1:0) | Sport Águila | Estadio Monumental, Lima                                             |                                                                      |
|                     | Jorge Leiva 27' · Carlos Flores 59' (a.g.) · Edwin Retamozo 90' |           |              | Asistencia: 5.000 espectadores Árbitro(s): Víctor Hugo Rivera (Perú) | Asistencia: 5.000 espectadores Árbitro(s): Víctor Hugo Rivera (Perú) |

## Premiación
| Jugador           | Equipo                    | Categoría                    |
| ----------------- | ------------------------- | ---------------------------- |
| Edwin Retamoso    | Atlético Minero           | Mejor Jugador del campeonato |
| Ricardo Caldas    | Universidad César Vallejo | Goleador del campeonato      |
| Carlos Laura      | Atlético Minero           | Arquero menos batido         |
| Roberto Arrelucea | Universidad César Vallejo | Mejor entrenador             |
| Jankarlo Chirinos | Olímpico Somos Perú       | Sub-20 más destacado         |
| Víctor Carbajal   | Universidad César Vallejo | Sub-20 más destacado         |

Fuente: Peru.com 